# Albert Schwegler
Friedrich Karl Franz Albert Schwegler,  född den 10 februari 1819 i Michelbach an der Bilz i Württemberg, död den 6 januari 1857 i Tübingen, var en tysk teolog, filosof och historieskrivare.
Schwegler blev 1848 extra ordinarie professor i filosofiska fakulteten. Han utgav bland annat Das nachapostolische Zeitalter (2 band, 1846), Geschichte der Philosophie (1848; 16:e upplagan 1905), Geschichte der griechischen Philosophie (1859; 3:e upplagan 1881) och Römische Geschichte (3 band, 1853–1858, 2:a upplagan 1867–1871; fortsättning av Octavius Clason 1873–1876). Hans filosofins historia begagnades länge vid de svenska universiteten.

## Svenska översättningar
- "Grunddragen af filosofiens historia" (Geschichte der Philosophie im Umriss, översättning av Adolf Ludvig von Baumgarten, 1856)
- "Filosofiens historia i dess grunddrag" (genomsedd och tillökad av Jakob Stern, översättning av Sven Rosén, 1924)